# Rezzato
Rezzato är en ort och kommun i provinsen Brescia i regionen Lombardiet i Italien. Kommunen hade 13 551 invånare (2018).